# Далтон (Пенсилванија)
Далтон (енгл. Dalton) град је у америчкој савезној држави Пенсилванија.

## Демографија
По попису из 2010. године број становника је 1.234, што је 60 (-4,6%) становника мање него 2000. године.
| Група             | 2000.         | 2010.         |
| Белци             | 1.278 (98,8%) | 1.195 (96,8%) |
| Афроамериканци    | 0 (0,0%)      | 1 (0,1%)      |
| Азијати           | 6 (0,5%)      | 16 (1,3%)     |
| Хиспаноамериканци | 7 (0,5%)      | 12 (1,0%)     |
| Укупно            | 1.294         | 1.234         |